# Chapel and Hill Chorlton
Chapel and Hill Chorlton es una parroquia civil del distrito de Newcastle-under-Lyme, en el condado de Staffordshire (Inglaterra).

## Geografía
Según la Oficina Nacional de Estadística británica, Chapel and Hill Chorlton tiene una superficie de 7,06 km².

## Demografía
Según el censo de 2001, Chapel and Hill Chorlton tenía 402 habitantes (53,48% varones, 46,52% mujeres) y una densidad de población de 56,94 hab/km². El 14,93% eran menores de 16 años, el 76,37% tenían entre 16 y 74, y el 8,71% eran mayores de 74. La media de edad era de 43,51 años. Del total de habitantes con 16 o más años, el 21,64% estaban solteros, el 64,33% casados, y el 14,04% divorciados o viudos.
Según su grupo étnico, el 98,25% de los habitantes eran blancos, el 0,75% mestizos, y el 1% asiáticos. La mayor parte (96,53%) eran originarios del Reino Unido. El resto de países europeos englobaban al 1,49% de la población, mientras que el 1,99% había nacido en cualquier otro lugar. El cristianismo era profesado por el 82,46% y el sijismo por el 1%, mientras que el 7,77% no eran religiosos y el 8,77% no marcaron ninguna opción en el censo.
Había 177 hogares con residentes y 4 vacíos.